# Vasilij Iljin
Vasilij Petrovič Iljin, sovjetski (ruski; rusko Василий Петрович Ильин) rokometaš, * 8. januar 1949, † 21. september 2015.
Leta 1972 je na poletnih olimpijskih igrah v Münchnu v sestavi sovjetske rokometne reprezentance osvojil peto mesto.